# Jugoimport SDPR
Jugoimport–SDPR (serbisch-kyrillisch Југоимпорт–СДПР, englisch Yugoimport) ist die staatliche Rüstungsfirma Serbiens. Gegründet wurde sie 1949 als staatliche Rüstungsfirma Jugoslawiens. Während des Kalten Krieges wurden die Kapazitäten von Jugoimport–SDPR ausgebaut, da Jugoslawien sich unabhängig von sowjetischen Waffenimporten machen wollte. Nach dem Zerfall Jugoslawiens wurde die Firma als staatliche Rüstungsfirma Serbiens 1997 neu gegründet. Heutzutage untersteht sie der serbischen Regierung und arbeitet eng mit den Streitkräften Serbiens sowie zahlreichen einheimischen Firmen zusammen.
In der Vergangenheit wurde die Firma mehrmals kritisiert, da ihr vorgeworfen wurde Länder trotz bestehenden Waffenembargos beliefert zu haben, wie beispielsweise Libyen, Syrien oder den Irak unter Saddam Hussein.
Jugoimport wurde von der Belgischen New Lachaussée mit Munitionsfertigungsanlagen beliefert. Da es so jedoch möglich ist Russlandsanktionen, welche im Rahmen des Russisch-Ukrainischen Krieges verhängt worden sind, zu umgehen, wurde 2023 New Lachaussée die Exportlizenz für Serbien entzogen.

## Vermarktete Waffensysteme

### Infanteriewaffen

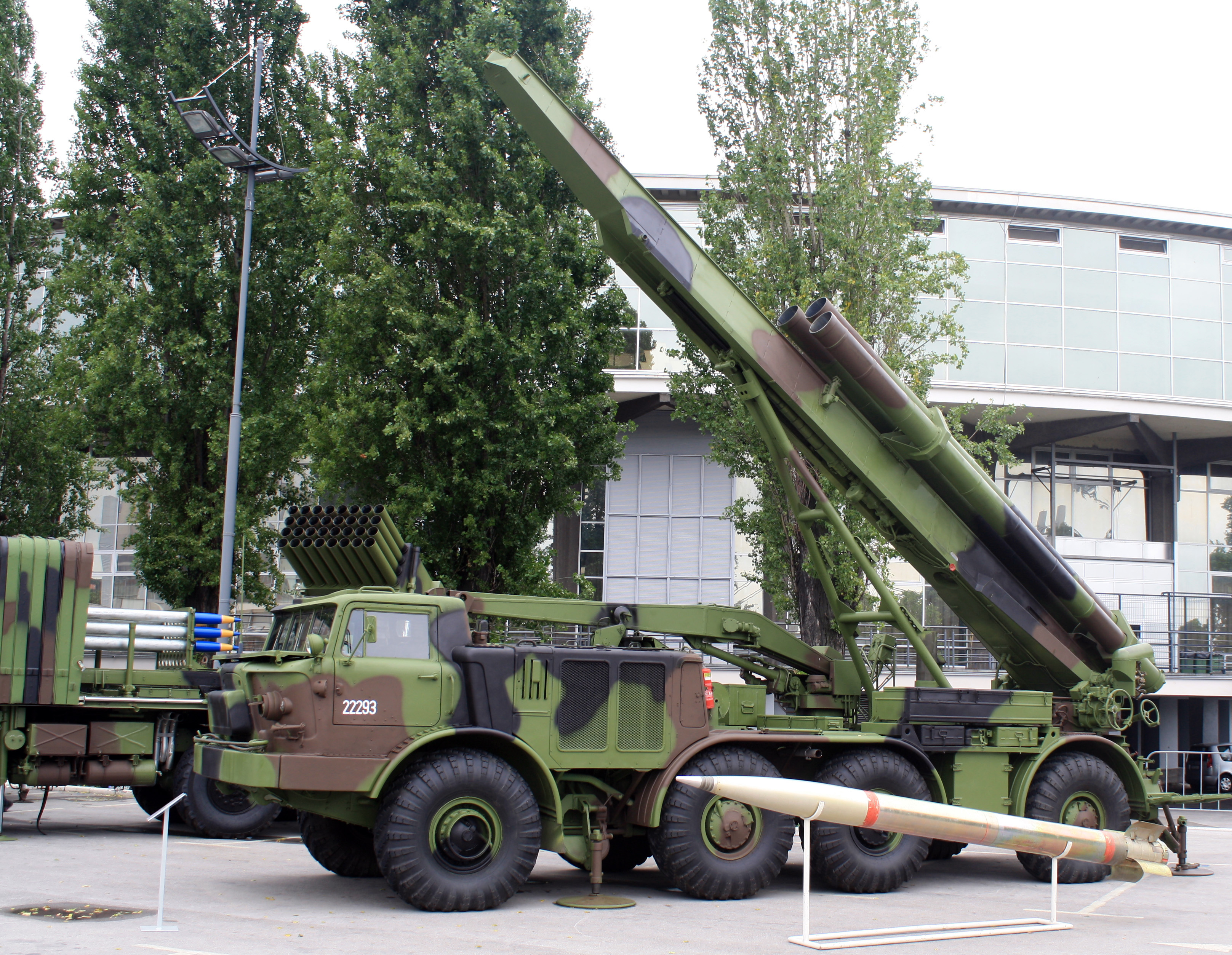
„Luna Long Spear“ M-87 Orkan II

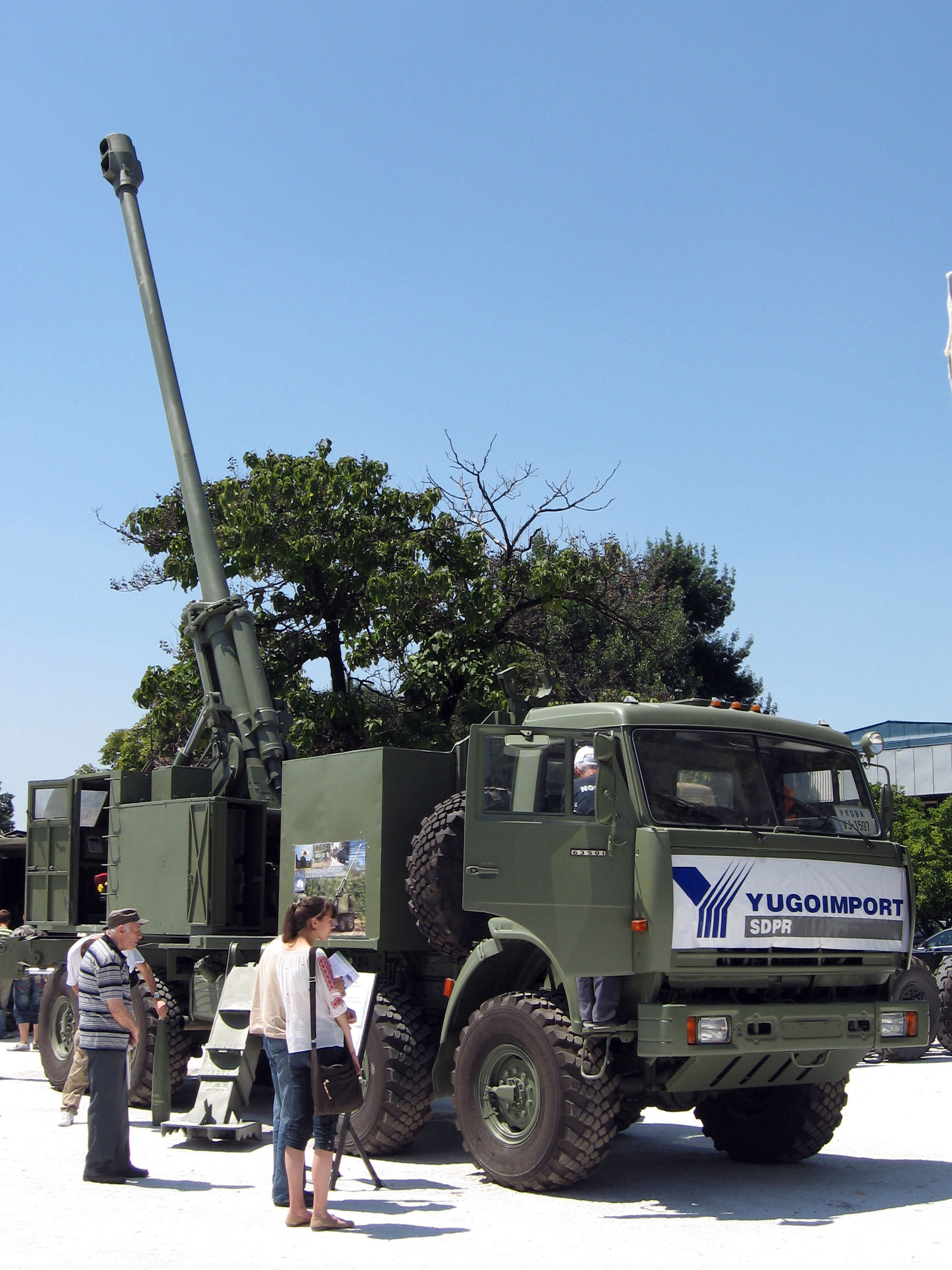
Nora-52

- Sturmgewehr Zastava M-70

- Sturmgewehr Zastava M-21
- Sturmgewehr M-16
- Scharfschützengewehr Zastava M-76
- Scharfschützengewehr Zastava M-93
- Maschinengewehr Zastava M-84
- Schweres Maschinengewehr NSW
- Zastava-BGA-30-Granatwerfer
- RGB6-Granatwerfer

### Mörser
- 60-mm-Mörser M-57
- 80-mm-Mörser M-69
- 120-mm-Mörser M-74/M-95

### Panzerabwehrwaffen
- M-80 Zolja 64-mm-Panzerfaust
- M-90 120-mm-Panzerfaust
- 9K11 Maljutka
- Bumbar-Panzerabwehrlenkwaffe

### Raketenwerfer
- 48*107-mm-Werfer[7]
- 32/50* 122/128-mm-Werfer M-77 Oganj

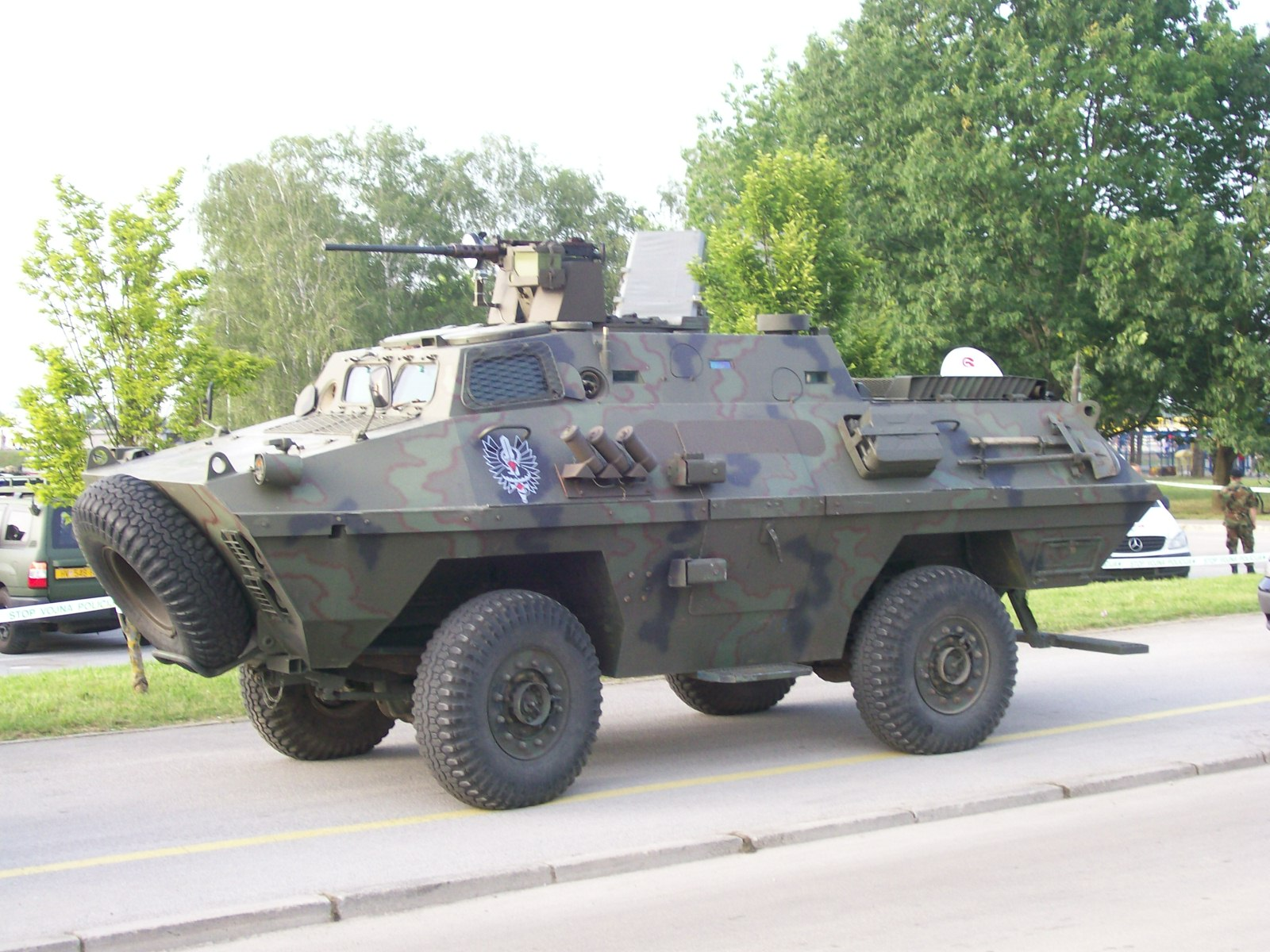
Bov-VP

- 4*400-mm-Werfer M-87 Orkan II

### Geschütze
- 152-mm-Haubitze M-84
- 155-mm-Haubitze M198

- verbesserte M-46 mit 155mm
- Selbstfahrlafette 105-mm M-09
- Selbstfahrlafette 122-mm „Sora“.

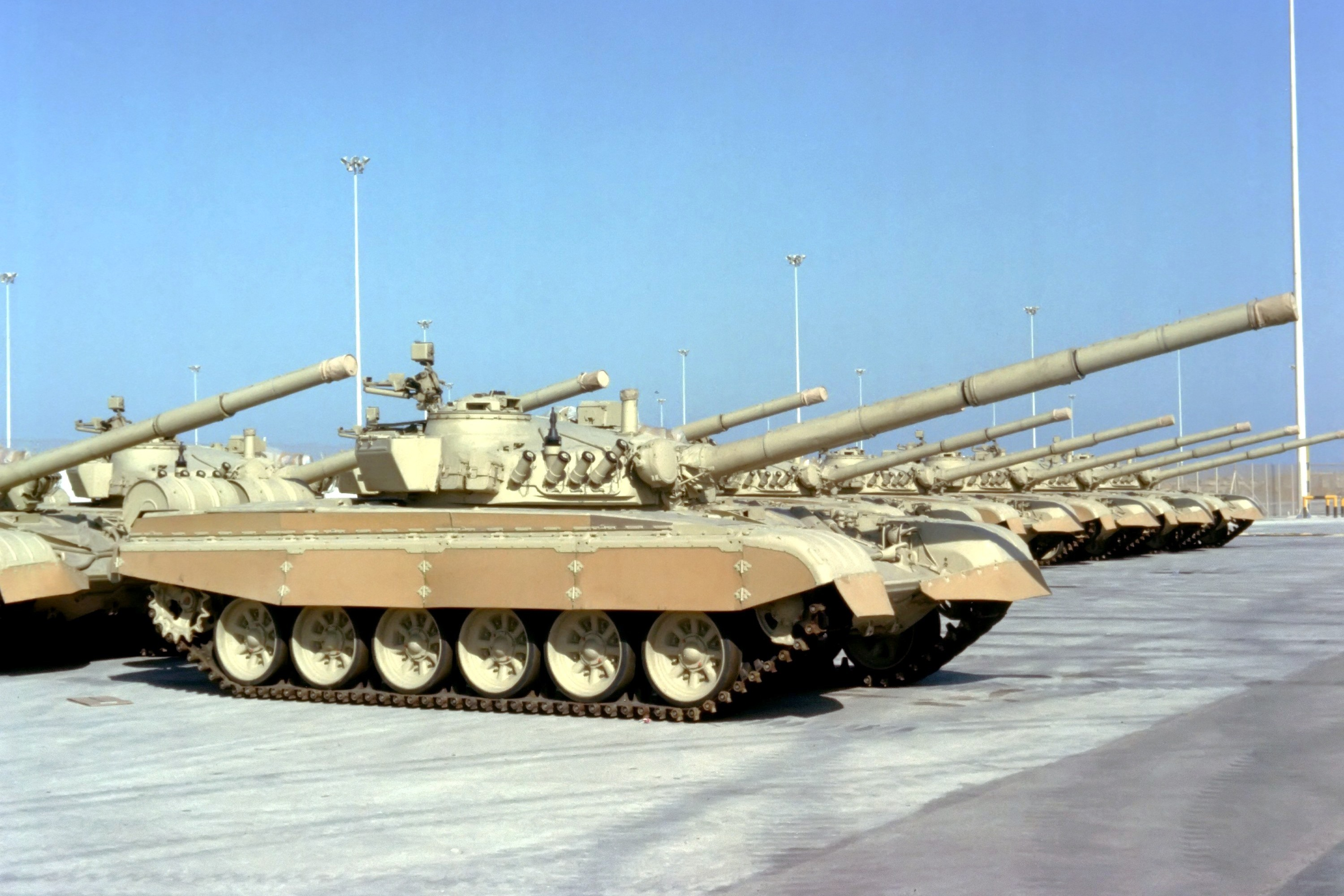
Kuwaitische M-84AB

- Selbstfahrlafette 152-mm Nora B-52

### Fahrzeuge
- VIU-55-Munja-Pionierpanzer auf Basis des T-55.

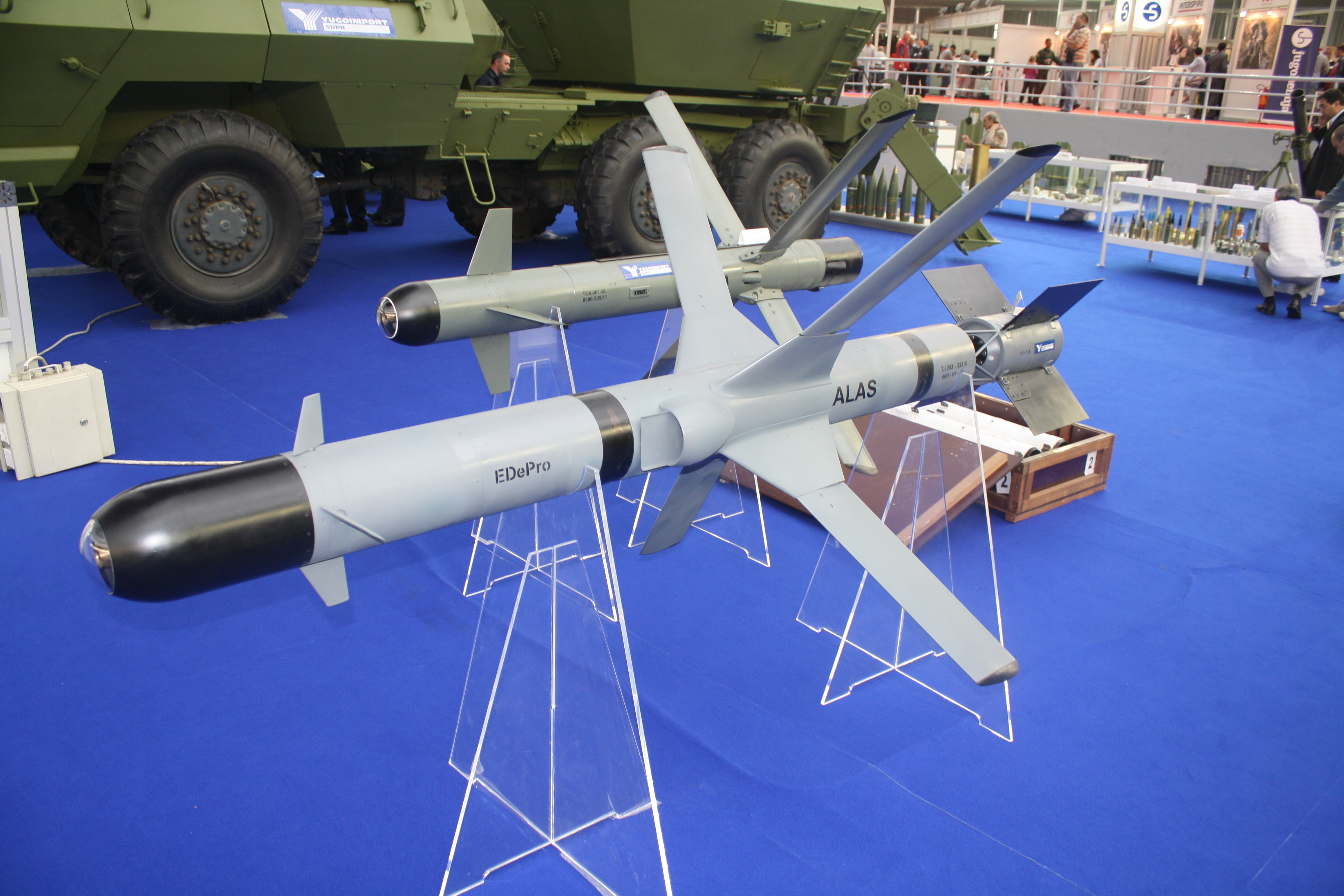
ALAS-Lenkflugkörper

- M-80-Schützenpanzer
- BOV (Transportpanzer)
- Lazar-Truppentransporter
- BOV-Transportpanzer
- BRDM-2-Spähpanzer
- M-84-Kampfpanzer

- M-84AS-Kampfpanzer
- PASARS-Flugabwehrfahrzeug

### Luftabwehrwaffen
- 2 R-60-Raketen auf einem 9K33-Osa-Vehikel für mittlere und kurze Reichweite.
- BOV-Flugabwehrpanzer entweder mit drei 20-mm-M55-A4-B1-Maschinenkanonen oder zusätzlich mit 2*4 9K32-Strela-2-Werfern für kurze Reichweite.

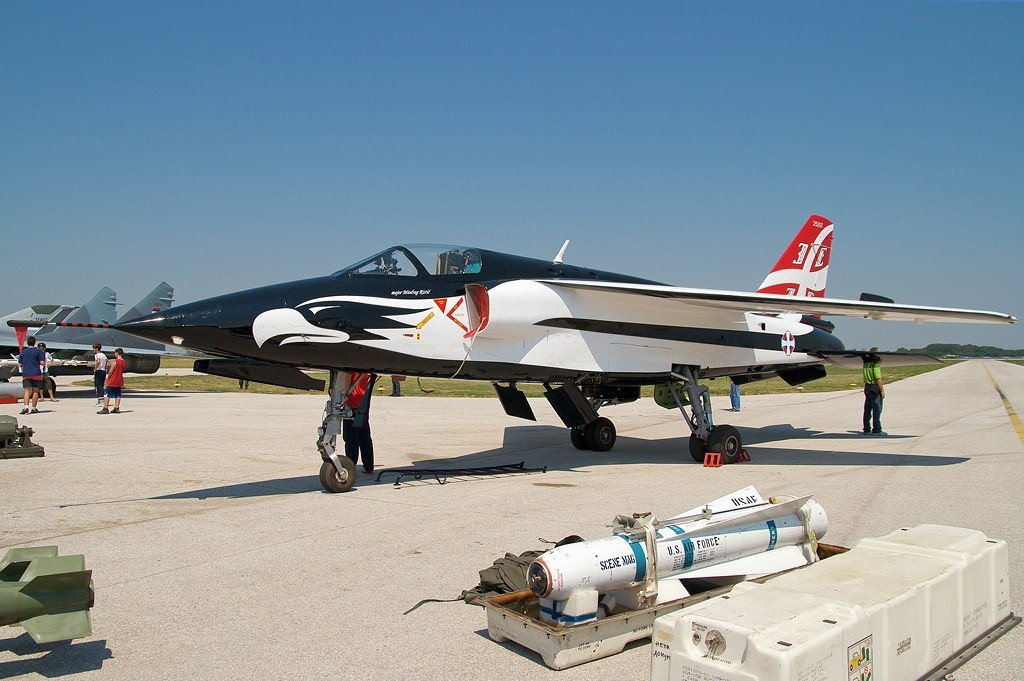
Serbische J-22

- 40-mm-Bofors-Geschütz
- M53/59 Praga

### Marschflugkörper
- Alas-Lenkflugkörper

### Flugzeuge
- Drohnen
- J-22-Orao-Jagdbomber
- G-4-Galeb-Trainer
- Utva-75-Trainer